# 火吹きダルマ
火吹きダルマ（ひふきダルマ）とは、日本において囲炉裏や火鉢と共に用いられる道具である。空気を吹き付けて火勢を維持するための道具と誤解されることが多いが、実際は、薪や炭を節約することを主な目的としている。外形がだるまを模していることが多いためにこの名称が付いた。

## 概要
通常は5～8cmほどの卵形をした銅製の容器で、1mmほどの穴が1つ開いており、中が中空になっている。これを火の側に置いておくと、中の空気が膨張して穴から抜け出して行く。充分熱した上で、火箸で挟んで水中に沈めると、中の空気が一気に冷やされて収縮し、火吹きダルマの中に水が吸い込まれて行く。水を吸い込んだところでもう一度火の側に置くと、中の水が沸騰し、穴から勢い良く水蒸気を噴き出す。
この水蒸気を燃えている炭に吹き付けるのである。それが「火吹き」と呼ばれる由縁であり、上記のような誤解が生じる理由であるが、吹き付けるのが空気でなく水蒸気であることが異なる。
水蒸気を赤熱した炭に吹き付けると、{\displaystyle {\rm {C+H_{2}O\longrightarrow CO+H_{2}}}}なる反応が起こり、一酸化炭素と水素が発生する。一酸化炭素と水素は共に可燃性の気体であるから、すぐ周囲の酸素と結びついて反応し、二酸化炭素と水蒸気になる。この過程で、ただ炭を燃やした時より多くの熱が発生するので、その分燃料を節約することが出来る。
この反応を水性ガス反応と呼び、発生する混合ガスを水性ガスまたは合成ガスと呼ぶ。かつて日本では、この反応を利用して薪や炭の消費を抑えていた。現代においても、薪ストーブや石炭ストーブの燃焼効率を上げるために利用することが可能。
なお水性ガスは、1970年代まで都市ガスとして多く使われたが、一酸化炭素によるガス中毒の危険が大きかったことから、現在では天然ガスに取って代わられている。

## 備考
- 明治維新の時代の偉人の一人、大村益次郎のあだ名が「火吹き達磨」であった。長州藩で大村自身の風貌から付いたあだ名で、周布政之助が付けたとも高杉晋作が付けたとも言われている[誰によって?]。